# Glennville
Glennville és una població dels Estats Units a l'estat de Geòrgia. Segons el cens del 2000 tenia 3.641 habitants.

## Demografia
Segons el cens del 2000, Glennville tenia 3.641 habitants, 1.428 habitatges, i 912 famílies. La densitat de població era de 213,6 habitants/km².
Dels 1.428 habitatges en un 29,8% hi vivien nens de menys de 18 anys, en un 44,2% hi vivien parelles casades, en un 16,1% dones solteres, i en un 36,1% no eren unitats familiars. En el 32,2% dels habitatges hi vivien persones soles el 16,5% de les quals corresponia a persones de 65 anys o més que vivien soles. El nombre mitjà de persones vivint en cada habitatge era de 2,42 i el nombre mitjà de persones que vivien en cada família era de 3,07.
Per edats la població es repartia de la següent manera: un 26,5% tenia menys de 18 anys, un 8,3% entre 18 i 24, un 24,6% entre 25 i 44, un 20,8% de 45 a 60 i un 19,8% 65 anys o més.
L'edat mediana era de 38 anys. Per cada 100 dones de 18 o més anys hi havia 72 homes.
La renda mediana per habitatge era de 24.309 $ i la renda mediana per família de 35.066 $. Els homes tenien una renda mediana de 26.861 $ mentre que les dones 16.982 $. La renda per capita de la població era de 13.427 $. Entorn del 21,7% de les famílies i el 28,7% de la població estaven per davall del llindar de pobresa.

## Poblacions més properes
El següent diagrama mostra les poblacions més properes.